# Station West Wickham
Station West Wickham is een spoorwegstation van National Rail in de plaats West Wickham in de London Borough of Bromley in het zuidoosten van de regio Groot-Londen, Engeland. Het station is eigendom van Network Rail en wordt beheerd door Southeastern.